# Ký ức Alhambra
Ký ức Alhambra  (tiếng tiếng Hàn: 알함브라 궁전의 추억) là một bộ phim truyền hình Hàn Quốc 2018, với sự tham gia của Hyun Bin và Park Shin-hye. Bộ phim chủ yếu lấy bối cảnh ở Tây Ban Nha (và ở Hàn Quốc trong các tập sau), loạt phim tập trung vào một giám đốc điều hành của công ty và một chủ nhà trọ bị vướng vào một loạt các sự cố bí ẩn xung quanh một trò chơi thực tế gia tăng mới và phức tạp lấy cảm hứng từ những câu chuyện về Cung điện Alhambra. Phim được phát sóng trên đài cáp tvN từ ngày 1 tháng 12 năm 2018 đến ngày 20 tháng 1 năm 2019, và cũng có sẵn thông qua phát trực tuyến trong Netflix.
Bộ phim là một trong những bộ phim truyền hình Hàn Quốc được đánh giá cao nhất trong lịch sử truyền hình cáp, và được ca ngợi vì cốt truyện sáng tạo và những khúc ngoặc bất ngờ. Tiêu đề của nó cũng ám chỉ đến tác phẩm guitar cổ điển cùng tên của Francisco Tárrega, Recuerdos de la Alhambra, cũng là một phần của nhạc phim.

## Tóm tắt
Sau khi nhận được email liên quan đến một trò chơi AR đột phá về các trận chiến thời trung cổ ở Alhambra, Yoo Jin-woo (Hyun Bin), CEO của một công ty đầu tư chuyên về thiết bị điện tử, đi đến Granada, Tây Ban Nha để gặp nhà sáng lập của trò chơi,  lập trình viên Jung Se -joo (Park Chan-yeol). Tuy nhiên, Se-joo bị mất tích và ở đó, anh gặp chị gái Jung Hee-joo (Park Shin-hye), chủ sở hữu của một nhà trọ nhỏ ở Granada và còn là một cựu tay guitar. Cả hai bị vướng vào những sự cố bí ẩn, và ranh giới giữa thế giới thực và thế giới AR do Se-joo xây dựng bắt đầu mờ đi.

## Diễn viên

### Diễn viên chính
- Hyun Bin trong vai Yoo Jin-woo (39 tuổi) [13][14]

Giám đốc điều hành của công ty đầu tư J One Holdings; Tiến sĩ kỹ thuật người có tài phát triển trò chơi. Là một người không sợ hãi, thích phiêu lưu và yếm thế.
- Park Shin-hye vai Jung Hee-joo / Emma (27 tuổi) [15]
  - Lee Chae-yoon khi còn trẻ Jung Hee-joo

Jung Hee-joo: Chủ sở hữu của Bonita Hostel. Một cựu tay guitar cổ điển đã đến Tây Ban Nha để nghiên cứu thêm, nhưng đã làm thêm một số công việc ở đó để duy trì sinh kế sau cái chết của cha mẹ cô. Cô ấy có khả năng cảm thụ nghệ thuật nhưng ý thức tài chính bằng không.
Emma: Một nhân vật NPC trong trò chơi AR được tạo bởi Se-joo.

### Diễn viên phụ

#### Những người xung quanh Hee-joo
- Park Chan-yeol vai Jung Se-joo (18 tuổi) [17][18]
  - Kim Jun-eui khi còn trẻ Jung Se-joo

Em trai của Hee-joo. Một lập trình viên thiên tài ẩn giấu, người phát triển một trò chơi thực tế ảo tăng cường.
- Kim Yong-rim trong vai Oh Young-shim (75 tuổi) [19]

Bà của Hee-joo.
- Lee Re trong vai Jung Min-joo (14 tuổi) [20]

Em gái của Hee-joo. Cô mơ ước trở thành thành viên nhóm nhạc nữ.
- Lee Hak-joo vai Kim Sang-bum (30 tuổi) [21]

Một tay guitar cổ điển và sinh viên quốc tế tại Tây Ban Nha. Anh gần gũi với Hee-joo và chăm sóc cô, nhưng thường vượt qua ranh giới của anh.

#### Những người xung quanh Jin-woo
- Park Hoon vai Cha Hyung-seok (39 tuổi) [22]

CEO của công ty CNTT Neword; Tiến sĩ kỹ thuật. Bạn đại học của Jin-woo và đồng sáng lập của J One Holdings; người sau đó đã phản bội anh ta và trở thành đối thủ lớn nhất của anh ta. Anh ấy tự hào và cạnh tranh.
- Lee Seung-joon trong vai Park Son-ho (43 tuổi) [23]

Giám đốc chiến lược kinh doanh của J One Holdings. Bạn đại học của Jin-woo.
- Min Jin-woong trong vai Seo Jung-hoon (33 tuổi) [24]

Thư ký của Jin-woo.
- Jo Hyun-chul trong vai Choi Yang-joo (35 tuổi) [25]

Trưởng nhóm nghiên cứu trung tâm R & D của J One Holdings.
- Lee Si-won trong vai Lee Soo Jin (36 tuổi) [26]

Vợ cũ của Jin-woo; Vợ hiện tại của Hyung-seok. Một bác sĩ nhi khoa.
- Kim Eui-sung vai Cha Byung-Jun (68 tuổi) [27]

Cha của Hyung-seok. Giáo sư Quản trị kinh doanh tại Đại học Hàn Quốc. Một người đàn ông ích kỷ và tham vọng.
- Ryu Abel vai Lee Soo-kyung (32 tuổi) [19]

Em gái của Soo-jin. Một người bán hoa.

#### Khác
- Han Bo-reum trong vai Ko Yoo-ra (33 tuổi) [28]

Vợ cũ thứ hai của Jin-woo. Một người nổi tiếng là vô ích và bốc đồng.
- Lee Jae-wook vai Marco Han (22 tuổi) [29]

Một lập trình viên và hacker có liên kết với Se-joo.
- Park Jin-woo trong vai Noh Yong-Jun (45 tuổi) [19]

Quản lý và bạn trai cũ của Yoo-ra.
- Kim do-yeon [30]

Một sinh viên y khoa ở tại ký túc xá của Hee-joo.
- Han Da-sol [31]
- Jung Min-sung trong vai bố của Hee-joo
- Choi Yoo-song trong vai mẹ của Hee-joo
- Kim Hyun-mook làm nhân viên công ty Game [32]

### Xuất hiện đặc biệt
- Park Hae-soo vai A [33]

Một thám tử thu thập thông tin tình báo cho Jin-woo.
- Park Seul-gi làm phóng viên Tin tức Giải trí
- Park Jong-jin làm phóng viên thời sự
- Anh Sung-sup là phóng viên tin tức

## Sản xuất
Bộ truyện được đạo diễn bởi Ahn Gil-ho, người chỉ đạo Stranger và nhà văn Song Jae-jung có các tác phẩm trước đó bao gồm W và Queen In-hyun's Man.
Được quảng cáo là bộ phim truyền hình thực tế ảo tăng cường đầu tiên của Hàn Quốc, Memories of the Alhambra được tiết lộ lấy cảm hứng từ ông trùm công nghệ Elon Musk và trò chơi Pokémon Go.
Lần đọc kịch bản đầu tiên diễn ra vào tháng 5 năm 2018.
Việc quay phim ở nước ngoài diễn ra ở một số thành phố ở Tây Ban Nha, chẳng hạn như Granada, Barcelona (Terrassa) và Girona từ cuối tháng 5 đến tháng 6. Đầu tháng 8, dàn diễn viên bắt đầu quay tại Budapest, Hungary và Slovenia. Kịch bản cho tập cuối được hoàn thành vào ngày 19 tháng 12 năm 2018 và bộ phim được hoàn thành vào ngày 29 tháng 12 năm 2018 tại Hàn Quốc.
Một sự kiện sàng lọc xem trước đã được tổ chức tại các rạp chiếu phim CGV vào ngày 28 tháng 11 năm 2018 trước khi phát sóng tập đầu tiên.

## Đón nhận
Memories of the Alhambra là một thành công thương mại, liên tục đứng đầu xếp hạng người xem truyền hình cáp trong khung thời gian của nó. Tập thứ 14 của nó đã ghi nhận tỷ lệ chia sẻ khán giả trên toàn quốc 10,025% theo nền tảng trả phí của Nielsen, khiến nó trở thành một trong những phim được đánh giá cao nhất trong lịch sử truyền hình cáp Hàn Quốc.
Bộ phim đã thu hút sự chú ý cho chủ đề độc đáo của nó về hiện thực tăng cường; và nhận được lời khen ngợi vì đồ họa máy tính cao cấp, điện ảnh và kể chuyện nhanh. Nhà phê bình Jeong Seok-hee đã ca ngợi bộ phim vì cốt truyện bí ẩn và hấp dẫn đã thu hút sự chú ý của người xem cho đến cuối cùng, và nó "có khả năng trở thành một trong những bộ phim truyền hình hay nhất mà chúng ta đã xem trong nhiều năm". Tuy nhiên, sau đó, nó đã nhận được sự chỉ trích vì sự phát triển khó hiểu và sự phát triển chậm của cốt truyện, và vị trí sản phẩm quá mức của nó.
Theo Quỹ trao đổi văn hóa quốc tế Hàn Quốc, bộ truyện đang nhận được những đánh giá tích cực và phổ biến ở Trung Quốc về diễn xuất, điện ảnh và câu chuyện mới mẻ của các diễn viên.

## Nhạc phim
| STT              | Nhan đề                                                                     | Artist           | Thời lượng |
| ---------------- | --------------------------------------------------------------------------- | ---------------- | ---------- |
| 1.               | "Star (Little Prince)" (별 (Little Prince))                                 | Loco U Sung-eun  | 3:02       |
| 2.               | "Daydream" (백일몽)                                                         | Elaine           | 4:10       |
| 3.               | "Is You"                                                                    | Ailee            | 4:26       |
| 4.               | "Memories of the Alhambra" (알함브라 궁전의 추억)                           | George           | 3:05       |
| 5.               | "I'm Here"                                                                  | Yang Da-il       | 3:46       |
| 6.               | "Maybe We" (우린 어쩌면)                                                    | Eddy Kim         | 4:54       |
| 7.               | "I'm Here" (Guitar Solo Ver.)                                               | Jung Jae-pil     | 3:46       |
| 8.               | "Inevitable duel" (피할 수 없는 결투)                                       | Jung Se-rin      | 3:07       |
| 9.               | "The Beginning of Magic" (마법의 시작)                                      | Jung Se-rin      | 4:27       |
| 10.              | "Delusion and Truth" (망상과 진실)                                          | Ju In-ro         | 3:00       |
| 11.              | "New Enemies Detected" (새로운 적 발견)                                     | Kim Hyun-do      | 2:21       |
| 12.              | "Death in Granada"                                                          | Lee Roo-ri       | 2:15       |
| 13.              | "Unreal Reality" (비현실 같은 현실)                                         | Lee Roo-ri       | 2:32       |
| 14.              | "The World of Mystery" (신비의 세계)                                        |                  | 2:54       |
| 15.              | "Connection Error" (접속 오류)                                              | Lee Roo-ri       | 2:23       |
| 16.              | "Accidental Encounter" (우연한 만남)                                        | Lee Yoon-ji      | 3:33       |
| 17.              | "Magical Reality Drawn In Front of the Eyes" (눈앞에 그려진 마법 같은 현실) | Lee Yoon-ji      | 2:11       |
| 18.              | "Hostel Bonita" (보니따 호스텔)                                             | Lee Roo-ri       | 2:15       |
| 19.              | "Embarrassing Incident" (당황스러운 사건)                                   | Lee Yoon-ji      | 1:38       |
| 20.              | "Victory Achieved" (승리 달성)                                              | Kim Hyun-do      | 2:33       |
| 21.              | "Play Harder" (게임 노가다)                                                 | Goo Bon-chun     | 2:57       |
| 22.              | "Three Dimensional Space" (3차원의 공간)                                    | Kim Hyun-do      | 2:21       |
| 23.              | "Beyond Limits Game" (한계를 넘어선 게임)                                   | Jung Se-rin      | 2:55       |
| 24.              | "Alliance Made" (동맹을 맺었습니다)                                         | Jung Se-rin      | 3:05       |
| 25.              | "Item He Left" (그가 남긴 아이템)                                           | Jung Se-rin      | 3:17       |
| 26.              | "Stories Started in Granada" (그라나다에서 시작된 이야기)                   | Seo Ye-rin       | 3:01       |
| 27.              | "Hola!"                                                                     | Lee Roo-ri       | 2:31       |
| 28.              | "Bad Day" (잘 안 풀리는 하루)                                               | Lee Yoon-ji      | 2:40       |
| 29.              | "You're Kidding...?" (농담이시죠...?)                                       | Noh Yoo-rim      | 2:06       |
| 30.              | "The Master of Mind Game" (밀당의 고수)                                     | Shin Yoo-jin     | 1:29       |
| 31.              | "Complex Mind" (복잡한 마음)                                                | Kim Hyun-joo     | 2:28       |
| 32.              | "Anxious Time" (불안한 시간)                                                | Lee Yoon-ji      | 2:40       |
| 33.              | "Lost Se-ju" (사라진 세주)                                                  | Lee Yoon-ji      | 3:44       |
| 34.              | "Dangerous Quest" (위험한 퀘스트)                                           | Joo In-ro        | 2:33       |
| 35.              | "Virtual or Reality" (가상 또는 현실)                                       | Kim Hyun-do      | 2:55       |
| 36.              | "Inner Conflict" (내면의 갈등)                                              | Noh Yoo-rim      | 2:10       |
| 37.              | "Jin-woo's Fear" (진우의 두려움)                                            | Shin Yoo-jin     | 2:57       |
| 38.              | "Endless Hallucinations" (끝없는 환각)                                      | Noh Yoo-rim      | 2:29       |
| 39.              | "New User" (새로운 유저)                                                    | Noh Yoo-rim      | 2:29       |
| 40.              | "Save Me, Boss" (살려주세요 대표님)                                         | Kim Hyun-do      | 2:37       |
| 41.              | "Mysterious Whereabouts" (묘연한 행방)                                      | Seo Ye-rin       | 3:34       |
| 42.              | "Recuerdos de la Alhambra" (by Francisco Tárrega)                           | Jang Dae-geon    | 4:24       |
| Tổng thời lượng: | Tổng thời lượng:                                                            | Tổng thời lượng: | 2:05:45    |

### Phần 6
| 8 tháng 12 năm 2018 | 8 tháng 12 năm 2018                         | 8 tháng 12 năm 2018          | 8 tháng 12 năm 2018    | 8 tháng 12 năm 2018 | 8 tháng 12 năm 2018 |
| STT                 | Nhan đề                                     | Phổ lời                      | Phổ nhạc               | Artist              | Thời lượng          |
| ------------------- | ------------------------------------------- | ---------------------------- | ---------------------- | ------------------- | ------------------- |
| 1.                  | "Star (Little Prince)" (별 (Little Prince)) | Loco, Kako, Curtis F, NATHAN | Kako, Curtis F, NATHAN | Loco & U Sung-eun   | 3:02                |
| 2.                  | "Star (Little Prince)" (Inst.)              |                              | Kako, Curtis F, NATHAN |                     | 3:02                |
| Tổng thời lượng:    | Tổng thời lượng:                            | Tổng thời lượng:             | Tổng thời lượng:       | Tổng thời lượng:    | 6:04                |

### Phần 2
| 15 tháng 12 năm 2018 | 15 tháng 12 năm 2018 | 15 tháng 12 năm 2018 | 15 tháng 12 năm 2018 | 15 tháng 12 năm 2018 | 15 tháng 12 năm 2018 |
| STT                  | Nhan đề              | Phổ lời              | Phổ nhạc             | Artist               | Thời lượng           |
| -------------------- | -------------------- | -------------------- | -------------------- | -------------------- | -------------------- |
| 1.                   | "Daydream" (백일몽)  | Seo Dong-sung        | Park Sung-il         | Elaine               | 4:10                 |
| 2.                   | "Daydream" (Inst.)   |                      | Park Sung-il         |                      | 4:10                 |
| Tổng thời lượng:     | Tổng thời lượng:     | Tổng thời lượng:     | Tổng thời lượng:     | Tổng thời lượng:     | 8:20                 |

### Phần 3
| 22 tháng 12 năm 2018 | 22 tháng 12 năm 2018 | 22 tháng 12 năm 2018 | 22 tháng 12 năm 2018         | 22 tháng 12 năm 2018 | 22 tháng 12 năm 2018 |
| STT                  | Nhan đề              | Phổ lời              | Phổ nhạc                     | Artist               | Thời lượng           |
| -------------------- | -------------------- | -------------------- | ---------------------------- | -------------------- | -------------------- |
| 1.                   | "Is You"             | Curtis F Kako        | Curtis F Kako Jung Dong-hwan | Ailee                | 4:26                 |
| 2.                   | "Is You" (Inst.)     |                      | Curtis F Kako Jung Dong-hwan |                      | 4:26                 |
| Tổng thời lượng:     | Tổng thời lượng:     | Tổng thời lượng:     | Tổng thời lượng:             | Tổng thời lượng:     | 8:52                 |

### Phần 4
| 30 tháng 12 năm 2018 | 30 tháng 12 năm 2018                              | 30 tháng 12 năm 2018 | 30 tháng 12 năm 2018 | 30 tháng 12 năm 2018 | 30 tháng 12 năm 2018 |
| STT                  | Nhan đề                                           | Phổ lời              | Phổ nhạc             | Artist               | Thời lượng           |
| -------------------- | ------------------------------------------------- | -------------------- | -------------------- | -------------------- | -------------------- |
| 1.                   | "Memories of the Alhambra" (알함브라 궁전의 추억) | Park Woo-sang        | Park Woo-sang        | George               | 3:05                 |
| 2.                   | "Memories of the Alhambra" (Inst.)                |                      | Park Woo-sang        |                      | 3:05                 |
| Tổng thời lượng:     | Tổng thời lượng:                                  | Tổng thời lượng:     | Tổng thời lượng:     | Tổng thời lượng:     | 6:10                 |

### Phần 5
| 6 tháng 1 năm 2019 | 6 tháng 1 năm 2019 | 6 tháng 1 năm 2019 | 6 tháng 1 năm 2019 | 6 tháng 1 năm 2019 | 6 tháng 1 năm 2019 |
| STT                | Nhan đề            | Phổ lời            | Phổ nhạc           | Artist             | Thời lượng         |
| ------------------ | ------------------ | ------------------ | ------------------ | ------------------ | ------------------ |
| 1.                 | "I'm Here"         | Kim Min            | Kim Min, Taylor    | Yang Da-il         | 3:46               |
| 2.                 | "I'm Here" (Inst.) |                    | Kim Min, Taylor    |                    | 3:46               |
| Tổng thời lượng:   | Tổng thời lượng:   | Tổng thời lượng:   | Tổng thời lượng:   | Tổng thời lượng:   | 7:32               |

### Phần 6
| 13 tháng 1 năm 2019 | 13 tháng 1 năm 2019      | 13 tháng 1 năm 2019 | 13 tháng 1 năm 2019 | 13 tháng 1 năm 2019 | 13 tháng 1 năm 2019 |
| STT                 | Nhan đề                  | Phổ lời             | Phổ nhạc            | Artist              | Thời lượng          |
| ------------------- | ------------------------ | ------------------- | ------------------- | ------------------- | ------------------- |
| 1.                  | "Maybe We" (우린 어쩌면) | Seo Dong-sung       | Park Sung-il        | Eddy Kim            | 4:54                |
| 2.                  | "Maybe We" (Inst.)       |                     | Park Sung-il        |                     | 4:54                |
| Tổng thời lượng:    | Tổng thời lượng:         | Tổng thời lượng:    | Tổng thời lượng:    | Tổng thời lượng:    | 9:48                |

## Tỷ lệ người xem
| Mùa | Mùa | Số tập | Số tập | Số tập | Số tập | Số tập | Số tập | Số tập | Số tập | Số tập | Số tập | Số tập | Số tập | Số tập | Số tập | Số tập | Số tập | Trung bình |
| Mùa | Mùa | 1      | 2      | 3      | 4      | 5      | 6      | 7      | 8      | 9      | 10     | 11     | 12     | 13     | 14     | 15     | 16     | Trung bình |
| --- | --- | ------ | ------ | ------ | ------ | ------ | ------ | ------ | ------ | ------ | ------ | ------ | ------ | ------ | ------ | ------ | ------ | ---------- |
|     | 1   | 1.875  | 2.006  | 1.812  | 2.250  | 1.856  | 2.070  | 1.828  | 2.366  | 2.045  | 2.575  | 2.454  | 2.828  | 2.480  | 2.853  | 2.418  | 2.751  | 2.279      |

| 1 | 1 tháng 12 năm 2018       | 7,017% (1st)  | 9.188% (1st)  |
| 2 | 2 tháng 12 năm 2018       | 7.363% (1st)  | 9.179% (1st)  |
| 3 | 8 tháng 12 năm 2018       | 6,950% (1st)  | 8,788% (1st)  |
| 4 | 9 tháng 12 năm 2018       | 8.154% (1st)  | 11.180% (1st) |
| 5 | 15 tháng 12 năm 2018      | 6.829% (1st)  | 8.351% (1st)  |
| 6 | 16 tháng 12 năm 2018      | 7.863% (1st)  | 10,16% (1st)  |
| 7 | 22 tháng 12 năm 2018      | 7,442% (1st)  | 9,921% (1st)  |
| 8 | 23 tháng 12 năm 2018      | 8.504% (1st)  | 11.200% (1st) |
| 9 | 29 tháng 12 năm 2018      | 7,563% (1st)  | 9,797% (1st)  |
| 10 | 30 tháng 12 năm 2018      | 9,207% (1st)  | 11,776% (1st) |
| 11 | 5 tháng 1 năm 2019        | 9,431% (1st)  | 12,440% (1st) |
| 12 | 6 tháng 1 năm 2019        | 9,851% (1st)  | 13.592% (1st) |
| 13 | 12 tháng 1 năm 2019       | 9,316% (1st)  | 11.841% (1st) |
| 14 | 13 tháng 1 năm 2019       | 10.025% (1st) | 12,996% (1st) |
| 15 | 19 tháng 1 năm 2019       | 9,004% (1st)  | 11.450% (1st) |
| 16 | 20 tháng 1 năm 2019       | 9,933% (1st)  | 12,383% (1st) |
| Trung bình cộng | Trung bình cộng           | 8.434%        | 10.893%       |
| Tập dặc biệt | Ngày 21 tháng 12 năm 2018 | 3,341%        | 4,19%         |
| - Trong bảng trên đây, số màu xanh biểu thị cho tỷ lệ người xem thấp nhất và số màu đỏ biểu thị cho tỷ lệ người xem cao nhất. - Bộ phim này được phát sóng trên hệ thống các kênh truyền hình cáp/trả phí nên số lượng người xem thấp hơn so với truyền hình miễn phí (ví dụ như KBS, SBS, MBC hay EBS). |                           |               |               |

## Giải thưởng và đề cử
| Năm  | Giải thưởng                 | Đề cử                                        | Người nhận                        | Kết quả   | Ref.   |
| ---- | --------------------------- | -------------------------------------------- | --------------------------------- | --------- | ------ |
| 2019 | Baeksang Arts Awards (55th) | Đạo diễn xuất sắc nhất                       | Ahn Gil-ho                        | Đề cử     | [ 69 ] |
| 2019 | Baeksang Arts Awards (55th) | Nam diễn viên chính xuất sắc nhất            | Hyun Bin                          | Đề cử     | [ 69 ] |
| 2019 | Baeksang Arts Awards (55th) | Diễn viên mới xuất sắc nhất                  | Park Hoon                         | Đề cử     | [ 69 ] |
| 2019 | Baeksang Arts Awards (55th) | Giải thưởng kỹ xảo                           | Park Sung-jin (Hiệu ứng đặc biệt) | Đoạt giải | [ 69 ] |
| 2019 | Korea Drama Awards (12th)   | Giải thưởng nữ diễn viên chính xuất sắc nhất | Park Shin-hye                     | Đề cử     | [ 70 ] |

## Phát sóng quốc tế
- Memories of the Alhambra được phát trên Netflix ở châu Á và các vùng lãnh thổ nói tiếng Anh một giờ sau khi phát sóng tại Hàn Quốc. Tại Nhật Bản, bộ phim được phát sóng vào ngày 2 tháng 12, trong khi ở Châu Âu, Nam Mỹ và phần còn lại của thế giới, bộ phim được phát hành bắt đầu từ ngày 11 tháng 12 [71]
- Kênh 7 tại Thái Lan